# ヤコブ・エレハマー

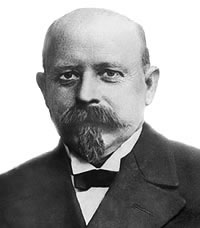
ヤコブ・エレハマー

ヤコブ・エレハマー（Jacob Christian Hansen Ellehammer 、1871年6月14日 – 1946年5月20日）はデンマークの発明家である。1906年9月12日、42mの動力飛行に成功した。日本語表記はエレハンマー、エレハメルなどとも。
Bakkebølleに生まれた。内燃機関の製作を始め、1905年に9馬力のエンジンを造り、単葉機に取り付けて飛行テストを行ったが、馬力不足であったので、18馬力のエンジンを造った。どちらのエンジンも空冷の星型エンジンである。18馬力のエンジンを付けたエレハマーno.1機は1906年9月12日にデンマークのLindholm島で、高度75cm、距離42mの飛行に成功した。アルベルト・サントス・デュモンの飛行よりも1ヶ月ほど早い飛行であるが国際航空連盟の公認飛行とはならなかった。
1907年から1916年の間、飛行機を製作し、1908年2月には約300mの飛行を行った。1908年6月28日にはドイツのキールで11秒の飛行を行い、ドイツにおける初の動力飛行成功者として、プロイセン王国の王族ハインリヒ・フォン・プロイセンから5000マルクの賞金を得た。1908年10月にはドイツの航空のパイオニア、ハンス・グラーデがエレハマーIVで飛行した。
1912年9月28日には自製のヘリコプターで短時間浮上した。1916年に事故を起こし航空界から離れ、エンジンやポンプの開発に働いた。1930年代に再び航空への興味を取り戻すが、新しい飛行機を完成することはなかった。

## 関連記事
- エレハマー半複葉機